# (20000) Varuna
Véase también Varuna (desambiguación).
(20000) Varuna es un objeto clásico del cinturón de Kuiper, con designación provisional (2000 WR106), descubierto el 28 de noviembre de 2000 por el equipo Spacewatch desde el Observatorio Nacional de Kitt Peak (Arizona).
No es considerado un planeta, sino un candidato a planeta enano. La Unión Astronómica Internacional no lo ha clasificado como tal debido a que aún no se ha demostrado la presencia de equilibrio hidrostático. 
El nombre fue sugerido por Mrinalini Sarabhai. Váruna, en la mitología hinduista, es el dios del mar, cuyo equivalente griego es Poseidón y su equivalente latino Neptuno.
Su diámetro medio se calcula entre unos 900 y 1060 km. Tiene una órbita exterior a la de Neptuno, y se enmarca dentro del denominado cinturón de Kuiper. Actualmente se encuentra a 6000 millones de kilómetros de la Tierra, y su órbita, aunque está por precisarse con exactitud, está inclinada unos 20° con respecto a la de nuestro planeta.

## Descubrimiento
Varuna fue descubierto tras una serie de observaciones de seguimiento realizadas por el astrónomo estadounidense Robert McMillan a través del telescopio Spacewatch el 28 de noviembre de 2000. Varuna fue identificado como un objeto que se desplazaba lentamente en el firmamento a través de un microscopio de parpadeo, comparando múltiples imágenes tomadas. Posteriormente, el astrónomo Jeffrey Larsen continuó con el seguimiento del objeto realizando múltiples observaciones.
El anuncio formal del descubrimiento fue hecho el 1 de diciembre del mismo año en una publicación del Centro de Planetas Menores. En ese momento, se pensaba que Varuna era uno de los planetas menores más grandes y brillantes del sistema solar debido a su relativamente alta magnitud aparente, lo que implicaba que podría ser alrededor de una cuarta parte del tamaño de Plutón y comparable en tamaño al planeta enano Ceres.

## Órbita y rotación
Varuna orbita al Sol a una distancia media de 42,7 ua y tarda 279 años en completar su trayectoria. Su órbita es casi circular, con una excentricidad orbital baja, de 0.056. Debido a su baja excentricidad orbital, su distancia desde el Sol varía ligeramente en el transcurso de su órbita. La órbita de Varuna está inclinada respecto a la eclíptica 17 grados, similar a la inclinación orbital de Plutón. Varuna ha alcanzado su perihelio en 1928 y actualmente se está alejando del Sol, acercándose a su afelio en 2071.
Varuna tiene un período de rotación rápida de aproximadamente 6,34 horas, la cual fue medida por primera vez en enero de 2001 por el astrónomo Tony Farnham usando el telescopio de 2,1 metros del Observatorio McDonald como parte de un estudio sobre la rotación de objetos distantes. Se reveló que muestra grandes variaciones de brillo con una amplitud de aproximadamente 0,5 magnitudes. La curva de luz rotacional medida proporcionó dos períodos de rotación ambiguos de 3.17 y 6.34 horas. Se cree que la rápida rotación de Varuna fue el resultado de colisiones disruptivas que aceleraron su rotación durante la formación del sistema solar. La tasa de colisión actual en la región transneptuniana es mínima, aunque las colisiones fueron más frecuentes durante la formación del sistema solar.

## Características físicas
En las últimas décadas las observaciones han revelado la existencia de numerosos objetos con una órbita superior a la de Neptuno. Científicos interesados en la revelación de la superficie de objetos del cinturón de Kuiper como (20000) Varuna (2000 WR106) han descubierto que el diámetro circular estimado de Varuna es de 900 (+125/-145) kilómetros. Su albedo se estima en 0,070. Su superficie es más oscura que la de Plutón, sugiriendo una composición de hielo.  
La forma de Varuna es similar a un elipsoide triaxial, y ha sido resultado de su rápida rotación. La emisión térmica de Varuna ha proporcionado valiosa información con la que se ha podido calcular el diámetro del objeto, aunque esto se ha visto dificultado debido a las limitadas longitudes de onda observables.

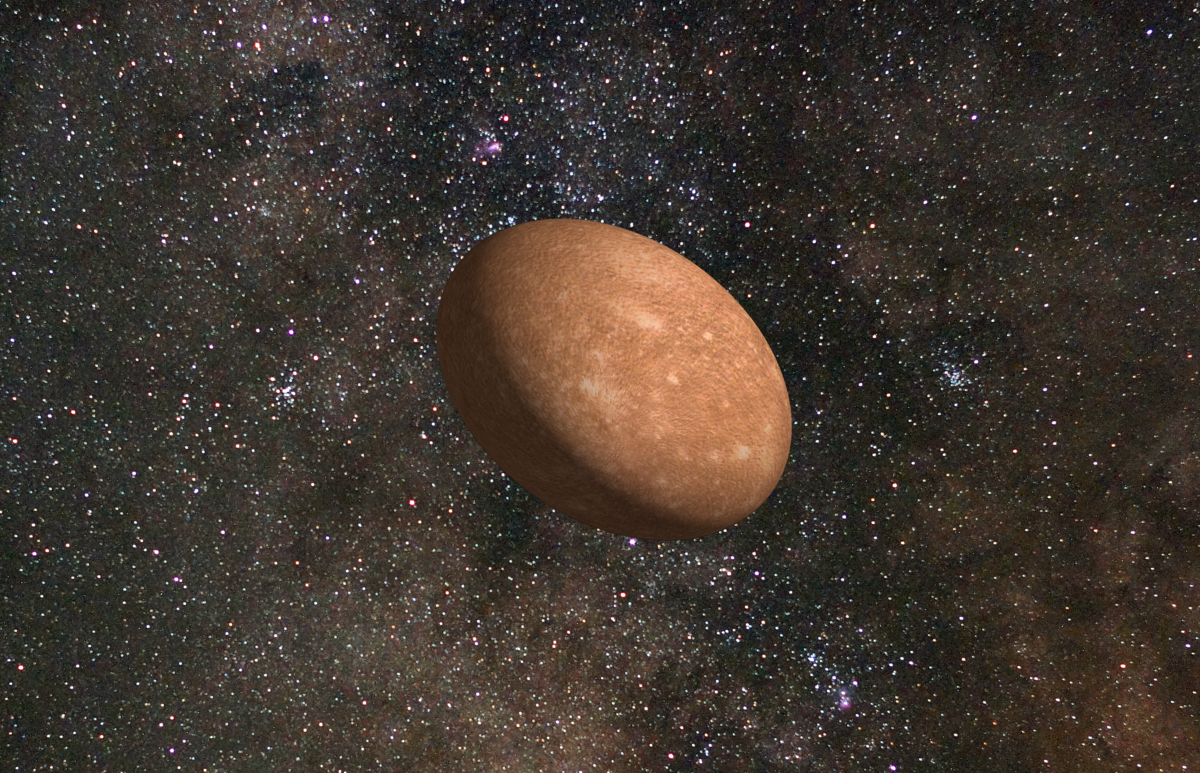
Representación artística de Varuna. El aspecto y la coloración mostradas están basadas en los análisis espectrales.

## Posible satélite
Se indica la posible presencia de un satélite orbitando basándose en los análisis fotométricos en la curva de luz de Varuna. Sin embargo, las observaciones directas del satélite de Varuna son inviables con los telescopios actuales, ya que la distancia angular entre Varuna y el satélite es menor que la resolución de los telescopios espaciales actuales.

## Exploración
Se estima que una misión de vuelo a Varuna tardaría alrededor de doce años utilizando la asistencia gravitatoria del planeta Júpiter y basada en una fecha de lanzamiento de 2035 o 2038. También se han considerado trayectorias alternativas que utilizan asistencias de gravedad de Júpiter, Saturno u Urano. Una trayectoria usando asistencia gravitatoria de Júpiter y Urano podría tomar poco más de trece años, basada en una fecha de lanzamiento de 2034 o 2037, mientras que una trayectoria usando asistencias de gravedad de Saturno y Urano podría tomar menos de dieciocho años, basada en una fecha de lanzamiento anterior a 2025 o 2029. Se calcula que Varuna estaría aproximadamente a 45 UA del Sol cuando la nave espacial llegase antes de 2050, independientemente de las trayectorias utilizadas.